# Ингушский заказник
Ингушский заказник — государственный природный заказник федерального значения в Ингушетии.

## История
Заказник был создан 7 января 1971 года с целью охраны и воспроизводства охотничьих и редких видов животных, а также сохранения их среды обитания.

## Расположение
Заказник располагается в горах Северного Кавказа в бассейнах рек Армхи, Асса, Фортанга, на территории Сунженского и Джайрахского районов Республики Ингушетия. Заказник разделён на два кластера: северный и южный. Общая площадь заказника составляет 70 000 га.

## Флора и фауна
Типичными представителями растительного мира заказника являются сосна, ель, берёза, ива, облепиха, боярышник, рябина. На территории заказника произрастает не менее 175 видов редких растений. Широко распространены зубр, кабан, косуля, серна, безоаровый козёл. Ихтиофауна заказника включает такие виды, как судак, щука, усач, сазан, жерех, кумжа.